# Dynamic Duo
Dynamic Duo (hangul: 다이나믹듀오) är en sydkoreansk hiphopgrupp bildad 2003.
Gruppen består av de två manliga medlemmarna Choiza och Gaeko.

## Medlemmar
| Artistnamn   | Artistnamn | Födelsenamn   | Födelsenamn | Födelsedatum    |
| Romanisering | Hangul     | Romanisering  | Hangul      | Födelsedatum    |
| ------------ | ---------- | ------------- | ----------- | --------------- |
| Choiza       | 최자       | Choi Jae-ho   | 최재호      | 17 mars 1980    |
| Gaeko        | 개코       | Kim Yoon-sung | 김윤성      | 14 januari 1981 |

## Diskografi

### Album
| Albuminformation                                                | Topplacering          |
| Albuminformation                                                | Sydkorea (Gaon Chart) |
| --------------------------------------------------------------- | --------------------- |
| Taxi Driver (Studioalbum) - Släppt: 17 maj 2004                 | —                     |
| Double Dynamite (Studioalbum) - Släppt: 26 oktober 2005         | —                     |
| Enlightened (Studioalbum) - Släppt: 30 maj 2007                 | —                     |
| Love Is Enlightened (EP-skiva) - Släppt: 30 oktober 2007        | —                     |
| Last Days (Studioalbum) - Släppt: 21 augusti 2008               | —                     |
| Band of Dynamic Brothers (Studioalbum) - Släppt: 7 oktober 2009 | —                     |
| Digilog 1/2 (Studioalbum) - Släppt: 23 november 2011            | 6                     |
| Digilog 2/2 (EP-skiva) - Släppt: 4 januari 2012                 | 1                     |
| Lucky Numbers (Studioalbum) - Släppt: 1 juli 2013               | 2                     |
| Grand Carnival (Studioalbum) - Släppt: 17 november 2015         | 12                    |